# The Mystery of a Taxicab
The Mystery of a Taxicab è un cortometraggio del 1914 diretto da Allen Curtis e interpretato da Louise Fazenda. Prodotto e distribuito dall'Universal Film Manufacturing Company, il film uscì in sala il 17 gennaio 1914.